# معاهدة المزرة

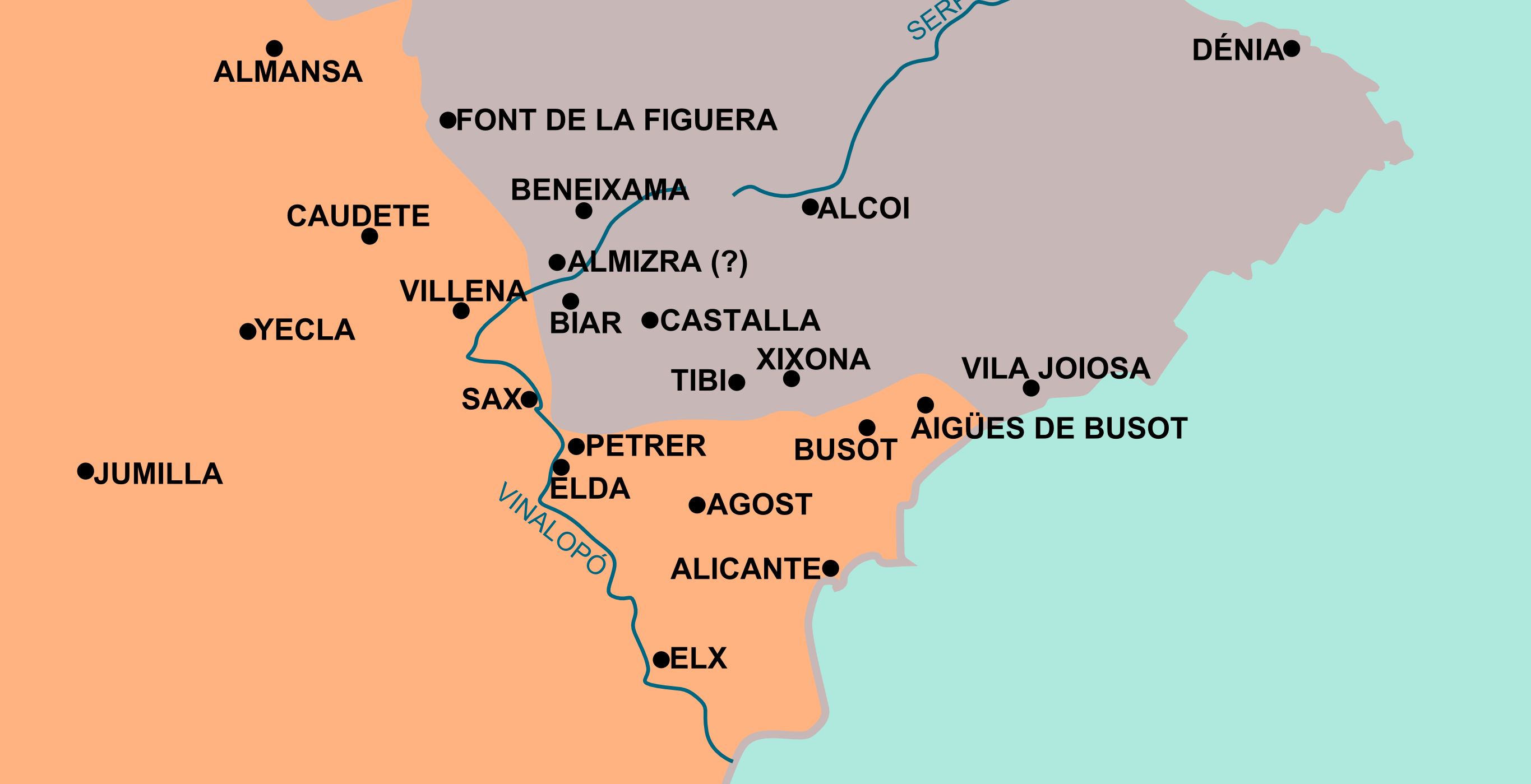
حدود معاهدة المرزة.

معاهدة المزرة هي المعاهدة الثالثة من سلسلة من ثلاث معاهدات بين تاج أراغون وتاج قشتالة بهدف تحديد حدود توسعهما في الأندلس لمنع الخلافات بين الأمراء المسيحيين. وعلى وجه التحديد، حددت حدود مملكة بلنسية. وقد وقع عليها جيمس الأول ملك أراغون في 26 آذار 1244، لكن ألفونسو العاشر ملك قشتالة لم يقرها إلا بعد ذلك بكثير. وبموجب المعاهدة، تم تخصيص جميع الأراضي الواقعة جنوب الخط الممتد من بيار إلى فيلاجويوسا عبر بوسوت لقشتالة. أنهى هذا معظم التوسع الأراغوني في شبه الجزيرة الأيبيرية، وبدأ سلسلة غزوات على الأندلس.
وقد نجحت المعاهدة بعد المعاهدتين اللتين أبرمهما تودلين [الإنجليزية] وكازورلا [الإنجليزية]، واللتين تم خرقهما باستمرار. كان الشرط الذي بدا أن أيًّا من الطرفين غير قادر على الالتزام به هو أن لا يقوم أي من التاجتين بتقليص التقسيم المخصص للطرف الآخر أو وضع أي عقبة في طريق الآخر للحصول على نصيبه. وقد تم كسر هذا البند عندما قام جيمس الأول بغزو كوديتي، وبليانة، وساكس، والتي كانت تنتمي تقنيًا إلى قشتالة. وفي الوقت نفسه، كان الأمير ألفونسو يسيطر على شاطبة في المنطقة المخصصة لأراغون.
وقد ورد ذكر المعاهدة لأول مرة في الفصل الثاني من "كتاب المعاهدات" [الإنجليزية]. غير أن نص المعاهدة نفسها نُشر أخيرًا في عام 1905. وُقعَت المعاهدة في كامبو دي ميرا، حيث يوجد هناك نصب تذكاري أقيم في عام 1977 لتخليد ذكراها. في عام 1296، أثناء فترة انقطاع الحرب بين التاجين، غزا جيمس الثاني ملك أراغون مملكة مرسية [الإنجليزية]. تم تقسيم المملكة وتم دمج ميديو فينالوبو [الإنجليزية] وباجو فينالوبو [الإنجليزية] ولاكانتي [الإنجليزية] وفيغا باجا ديل سيغورا [الإنجليزية] في بلنسية بموجب معاهدتي توريلاس [الإنجليزية] (1304) وإلتشي [الإنجليزية] (1305).